# مصطفی لره
مصطفی لره فیلمی به کارگردانی محمدرضا فاضلی، عباس تیموری و نویسندگی فریدون گله محصول سال ۱۳۵۲ است.

## بازیگران
- محمدرضا فاضلی
- یداله شیراندامی
- پریچهر پاکان
- شهروز رامتین
- پروین ملکوتی
- نعمت اله گرجی
- فرهاد حمیدی
- علی دهقان
- حسن محمدی
- ایران قادری
- اکبر اصفهانی